# Старр, Стив
Стив Старр (англ. Steve Dawson Starr, род. 6 сентября 1944 года) — лауреат Пулитцеровской премии и американский фотожурналист, наиболее известный благодаря снимку «Кампусовские стволы» («Campus Guns»), сделанному в Корнеллском университете во время студенческих волнений 1969 года.

## Биография

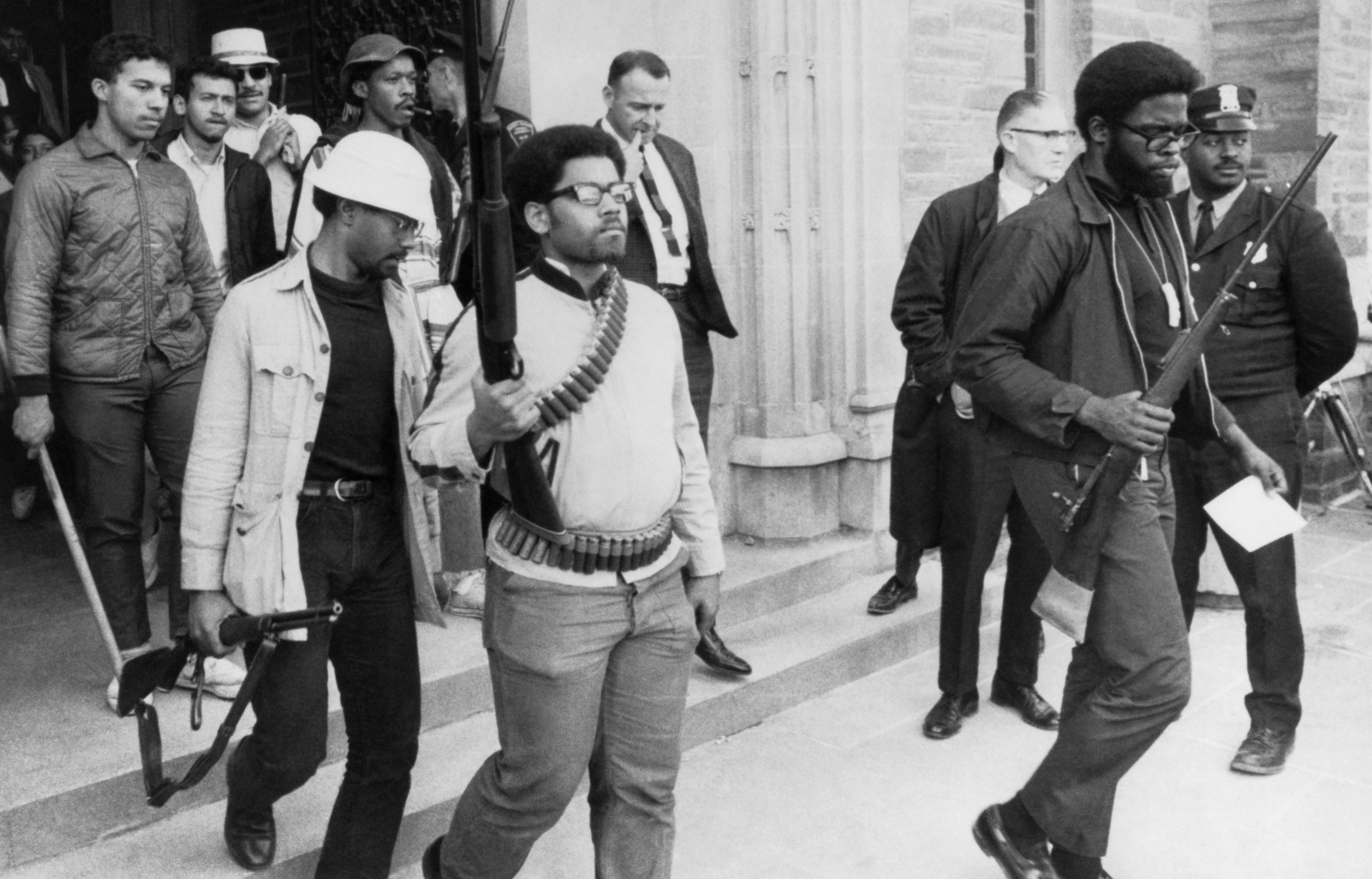
«Кампусовские стволы» («Campus Guns»), 1969 год

Выпускник факультета журналистики в Государственном университете Сан-Хосе Стив Старр уже на последних курсах состоял в штате The Mercury News. Получив диплом в 1967 году, он устроился в Associated Press, где сперва занимал пост фоторедактора в Нью-Йорке, но затем переехал в Олбани. Старр освещал многочисленные студенческие демонстрации, в одной из которых ему сломал руку полицейский из Буффало. В 1969 году редакция направила Старра заснять студенческие протесты в Корнеллском университете. Вооружённые винтовками студенты из Афро-американского сообщества выступали против расизма и за увеличение числа программ для темнокожих учащихся. Запечатлённый Старром снимок был растиражирован в газетах по всей стране и появился на обложке Newsweek под заголовком «Университеты под прицелом». Год спустя фото принесло Старру Пулитцеровскую премию в категории «За новостную фотографию», а также Премию Джорджа Полка и Национальную премию Клуба Хедлайнеров. Снимок был выбран потому, что на нём впервые были зафиксированы протестующие-студенты, открыто демонстрирующие оружие. Фото стало символом противоречивых взглядов на социальную справедливость и расизм в университетских кампусах. Старру было только 24 года, когда его работа была отмечена журналистским сообществом. В последующие годы репортёр служил в филиале Associated Press в Майами, но в 1973—1985 годах он покинул издание, чтобы сосредоточиться на собственном бизнесе.
Вернувшись к новостной журналистике, Старр присоединился к агентству Saba Press Photos, где работал в основном для Newsweek. В этот период он освещал насилие в Сальвадоре, Панаме и Гаити. Занимая в 1992—1996 годах пост менеджера регионального бюро Saba, он освещал Лос-анджелесский бунт, стрельбу в средней школе «Колумбайн» и судебный процесс над О. Джей Симпсоном. В 2002 году Старр перенёс лейкемию и к 2016-му переехал в Колорадо, где выступал в качестве религиозного миссионера, пастыря в церкви Благодати и Святой Епископальной церкви, а также числился монахом францисканского Ордена Божественного Сострадания.